# David Bailey (fotográfus)
David Bailey (London, 1938. január 2. –) angol fotográfus. Hírességekről készült fotói révén maga is híres és ünnepelt lett, ő az első "sztárfotósok" egyike, aki nem csak a fotográfia iránt érdeklődők körében lett ismert.

## Pályafutása
London szegényebb, keleti felében született, szerény körülmények között nevelkedett. Autodidakta módon, saját maga tanult meg fotózni, majd 1957-től a brit Királyi Légierőnél szolgált. 1959-ben John French asszisztense lett, majd hamarosan a Vogue magazin szerződtette divatfotósnak, mellette szabadúszóként is dolgozott.
Terence Donovannel együtt a hatvanas évek Londonjának krónikása és hírnöke lett. A világ elsősorban az ő képeik révén ismerte meg a londoni fiatal közép- és felső osztály könnyed, bohém életét, a „Swinging London” avagy „Swinging Sixties” életérzést, amit például a Beatles vagy a Rolling Stones is képviselt. Annak köszönhetően, hogy állandóan színészek, rock-sztárok és más hírességek között forogtak, élénk társasági életet éltek, maguk is híresek és ünnepeltek lettek, ők voltak az első fotósok, akikről ez elmondható volt.
1964-ben adta ki Box of Pin-ups című gyűjteményét, ami szokatlan megjelenésével és tartalmával sok vitát váltott ki. A dobozban sztárok és hírességek poszter-nyomatai mellett a Bailey egykori szűkebb pátriáját, az East Endet uraló gengszterek, a Kray ikrek fotói is szerepeltek, ami sokak, többek között a kor legmeghatározóbb fotósának, Lord Snowdonnak a rosszallását is kivívta, így – bár üzletileg sikeres kiadvány volt – nem készült belőle második kiadás és Amerikában sem jelent meg, ahol addigra Bailey már szintén ismert volt.
Michelangelo Antonioni a Nagyítás (1966) c. filmjének főszereplőjét, Thomast részben Bailey-ről mintázta.
Divatfotói mellett számos lemezborítót (például a The Rolling Stonesnak és Marianne Faithfullnak) tervezett, több fotóalbuma jelent meg, valamint rendezett reklám- és dokumentumfilmeket is.
Négyszer nősült, második felesége (1967 és 1972 között) Catherine Deneuve francia színésznő volt. Jelenlegi feleségével, Catherine Dyer színésznővel 1986 óta él együtt.
2001-ben a királynő a Brit Birodalom Rendjének parancsnoki fokozatával (CBE) címmel tüntette ki.